# U-19-Fußball-Europameisterschaft 2025
Die Endrunde der 39. U-19-Europameisterschaft findet vom 13. bis 26. Juni 2025 in Rumänien statt. Dies entschied das UEFA Executive Committee am 19. April 2021 in Limassol. Rumänien wurde zuvor die U-19-Fußball-Europameisterschaft 2021 zugesprochen, aber aufgrund der COVID-19-Pandemie wurde das Turnier abgesagt. Bisher war das Land einmal (2011) Austragungsort der U-19-Europameisterschaft.

## Qualifikation
Wie bei vorangegangenen Turnieren bestand die Qualifikation aus zwei Phasen: Der Qualifikations- und der Eliterunde. Rumänien ist als Gastgeber automatisch für die Endrunde gesetzt. Die Mannschaft Russlands ist – wie alle russischen Mannschaften – nach dem Überfall auf die Ukraine von UEFA-Wettbewerben ausgeschlossen und nimmt daher nicht teil.

### Qualifikationsrunde
Die 54 meldenden Verbände wurden mit Ausnahme des automatisch qualifizierten Gastgebers Rumänien in 13 Vierergruppen gelost. Portugal erhielt als bestplatzierte Nation im UEFA-Koeffizientenranking für U-19-Nationalmannschaften ein Freilos für die Eliterunde. Alle Gruppen werden in Form von Miniturnieren im Modus Jeder-gegen-Jeden über mehrere Tage hinweg an einem Ort ausgespielt, wobei eine der teilnehmenden Mannschaften pro Gruppe als Gastgeber fungiert. Die 13 Gruppensieger und -zweiten sowie der beste Gruppendritte (ohne Berücksichtigung der Ergebnisse gegen den jeweiligen Gruppenletzten) den qualifizieren sich für die Eliterunde.
Während die Mannschaften Deutschlands und Österreichs jeweils als Gruppensieger und Luxemburg als Gruppenzweiter in die nächste Runde einzogen, verpassten die Schweiz und Liechtenstein die Eliterunde.

### Eliterunde
Die qualifizierten Mannschaften aus der ersten Qualifikationsrunde wurden mit dem jetzt ins Turnier einsteigenden Portugal in sieben Vierergruppen gelost, aus denen sich nur der jeweilige Gruppensieger für die Endrunde qualifizierte. Wie bereits in der ersten Runde erfolgte die Austragung der Eliterunde als Miniturnier bei einer der beteiligten Mannschaften bis zum 25. März 2025.
Die Auslosung ergab folgende Gruppen (Reihenfolge nach Endplatzierung, grün unterlegte Mannschaften konnten sich für die Endrunde qualifizieren).
| Gruppe 1   | Gruppe 2   | Gruppe 3     | Gruppe 4  | Gruppe 5   | Gruppe 6      | Gruppe 7 |
| ---------- | ---------- | ------------ | --------- | ---------- | ------------- | -------- |
| Dänemark   | Montenegro | Niederlande  | Norwegen  | Spanien    | Deutschland 1 | England  |
| Österreich | Polen      | Tschechien 1 | Serbien 1 | Italien 1  | Slowenien     | Portugal |
| Ungarn 1   | Georgien 1 | Luxemburg    | Belgien   | Frankreich | Finnland      | Wales 1  |
| Island     | Slowakei   | Kroatien     | Israel    | Lettland   | Irland        | Türkei   |

## Teilnehmer
Neben Gastgeber Rumänien, nahmen sieben weitere Mannschaften an dem Turnier teil, darunter auch Titelverteidiger Spanien. Für Montenegro ist es die erste Teilnahme an einer EM in dieser Altersklasse. Aus dem deutschsprachigen Raum schaffte nur Deutschland den Sprung zur Endrunde.
- Rumänien (Gastgeber)
- Dänemark – Sieger Gruppe 1
- Montenegro – Sieger Gruppe 2
- Niederlande – Sieger Gruppe 3
- Norwegen – Sieger Gruppe 4
- Spanien – Sieger Gruppe 5
- Deutschland – Sieger Gruppe 6
- England – Sieger Gruppe 7

### Kader der DFB-Auswahl
| #  | Name                | Pos.       | Verein                      | Spiele | Tore |
| -- | ------------------- | ---------- | --------------------------- | ------ | ---- |
| 01 | Konstantin Heide    | Tor        | SpVgg Unterhaching          | 4      | 0    |
| 02 | Taylan Bulut        | Abwehr     | FC Schalke 04               | 4      | 0    |
| 03 | Almugera Kabar      | Abwehr     | Borussia Dortmund           | 4      | 0    |
| 04 | Elias Decker        | Abwehr     | FC Ingolstadt 04            | 1      | 0    |
| 05 | Maximilian Herwerth | Abwehr     | VfB Stuttgart II            | 4      | 0    |
| 06 | Winners Osawe       | Mittelfeld | 1. FC Nürnberg              | 4      | 0    |
| 07 | Paris Brunner       | Sturm      | Cercle Brügge               | 4      | 0    |
| 08 | Kjell Wätjen        | Mittelfeld | Borussia Dortmund           | 3      | 0    |
| 09 | Max Moerstedt       | Sturm      | TSG 1899 Hoffenheim         | 4      | 4    |
| 10 | Noah Darvich        | Mittelfeld | FC Barcelona Atlètic        | 2      | 1    |
| 11 | Saïd El Mala        | Sturm      | Viktoria Köln               | 4      | 4    |
| 12 | Max Schmitt         | Tor        | FC Bayern München II        | 0      | 0    |
| 13 | Maximilian Hennig   | Abwehr     | SpVgg Unterhaching          | 2      | 0    |
| 14 | Leopold Wurm        | Abwehr     | SSV Jahn Regensburg         | 4      | 1    |
| 15 | Lukas Reich         | Abwehr     | TSV 1860 München            | 1      | 0    |
| 16 | Mateo Kritzer       | Mittelfeld | Karlsruher SC U19           | 3      | 0    |
| 17 | Charles Herrmann    | Sturm      | Borussia Mönchengladbach II | 2      | 0    |
| 18 | Assan Ouédraogo     | Mittelfeld | RB Leipzig                  | 4      | 1    |
| 19 | Jarzinho Malanga    | Sturm      | VfB Stuttgart               | 3      | 0    |
| 20 | Robert Ramšak       | Sturm      | RB Leipzig U19              | 3      | 0    |

- Trainer: Hanno Balitsch

## Austragungsorte
Das Turnier wird in vier Stadien in drei Städten in der erweiterten Umgebung von Bukarest ausgetragen.
| Bukarest |

| Voluntari |

| Ploiești |

| Bukarest |

| Voluntari |

| Ploiești |

## Gruppenphase
Die Auslosung der Vorrundengruppen fand am 15. April 2025 am Sitz des Rumänischen Fußballverbandes statt. Als Losfee fungierte der Turnierbotschafter und rumänische Nationalspieler Alexandru Pașcanu. Es gab keine vorherigen Lostöpfe, lediglich Gastgeber Rumänien war als Kopf der Gruppe A gesetzt.

### Kriterien für den Gleichstand in der Gruppenphase
Die Platzierung der Mannschaften in der Gruppenphase wird anhand folgender Kriterien ermittelt:
1. Erzielte Punkte in allen Gruppenspielen
2. Erzielte Punkte in direkten Duellen zwischen punktgleichen Mannschaften
3. Höhere Tordifferenz in direkten Duellen zwischen punktgleichen Mannschaften
4. Erzielte Tore in direkten Duellen zwischen punktgleichen Mannschaften
5. Wenn mehr als zwei Mannschaften punktgleich sind und nach Anwendung aller oben genannten Kriterien für direkte Duelle weiterhin eine Teilmenge von Mannschaften punktgleich ist, werden alle oben genannten Kriterien für direkte Duelle erneut und ausschließlich auf diese Teilmenge von Mannschaften angewendet
6. Tordifferenz in allen Gruppenspielen
7. Erzielte Tore in allen Gruppenspielen
8. Elfmeterschießen, wenn nur zwei Mannschaften punktgleich sind und in der letzten Runde der Gruppe aufeinandertreffen und nach Anwendung aller oben genannten Kriterien punktgleich sind (entfällt, wenn mehr als zwei Mannschaften punktgleich sind oder ihre Platzierungen für die Qualifikation zur nächsten Runde nicht relevant sind)
9. Disziplinarpunkte
  1. Gelbe Karte: −1 Punkt
  2. Gelb-Rote Karte: −3 Punkte
  3. Rote Karte: −3 Punkte
10. UEFA-Koeffizient für die Auslosung der Qualifikationsrunde
11. Losentscheid

### Gruppe A
| Pl. | Land       | Sp. | S | U | N | Tore    | Diff. | Punkte |
| --- | ---------- | --- | - | - | - | ------- | ----- | ------ |
| 1.  | Spanien    | 3   | 3 | 0 | 0 | 009:100 | +8    | 09     |
| 2.  | Rumänien   | 3   | 2 | 0 | 1 | 006:400 | +2    | 06     |
| 3.  | Dänemark   | 3   | 1 | 0 | 2 | 005:400 | +1    | 03     |
| 4.  | Montenegro | 3   | 0 | 0 | 3 | 001:120 | −11   | 0      |

|                                                                                |   |            |           |
| Fr., 13. Juni 2025 um 18:00 Uhr (17:00 Uhr MESZ) in Bukarest (Giulești)        |   |            |           |
| Spanien                                                                        | – | Dänemark   | 1:0 (1:0) |
| Fr., 13. Juni 2025 um 21:00 Uhr (20:00 Uhr MESZ) in Bukarest (Arcul de Triumf) |   |            |           |
| Rumänien                                                                       | – | Montenegro | 2:1 (0:1) |
| Mo., 16. Juni 2025 um 18:00 Uhr (17:00 Uhr MESZ) in Bukarest (Giulești)        |   |            |           |
| Dänemark                                                                       | – | Montenegro | 5:0 (2:0) |
| Mo., 16. Juni 2025 um 21:00 Uhr (20:00 Uhr MESZ) in Voluntari                  |   |            |           |
| Rumänien                                                                       | – | Spanien    | 1:3 (0:1) |
| Do., 19. Juni 2025 um 20:00 Uhr (19:00 Uhr MESZ) in Ploiești                   |   |            |           |
| Montenegro                                                                     | – | Spanien    | 0:5 (0:4) |
| Do., 19. Juni 2025 um 20:00 Uhr (19:00 Uhr MESZ) in Bukarest (Arcul de Triumf) |   |            |           |
| Dänemark                                                                       | – | Rumänien   | 0:3 (0:1) |

### Gruppe B
| Pl. | Land        | Sp. | S | U | N | Tore    | Diff. | Punkte |
| --- | ----------- | --- | - | - | - | ------- | ----- | ------ |
| 1.  | Niederlande | 3   | 3 | 0 | 0 | 009:200 | +7    | 09     |
| 2.  | Deutschland | 3   | 1 | 1 | 1 | 007:900 | −2    | 04     |
| 3.  | England     | 3   | 0 | 2 | 1 | 009:110 | −2    | 02     |
| 4.  | Norwegen    | 3   | 0 | 1 | 2 | 003:600 | −3    | 01     |

|                                                                                |   |             |           |
| Sa., 14. Juni 2025 um 17:00 Uhr (16:00 Uhr MESZ) in Ploiești                   |   |             |           |
| England                                                                        | – | Norwegen    | 2:2 (1:2) |
| Sa., 14. Juni 2025 um 20:00 Uhr (19:00 Uhr MESZ) in Voluntari                  |   |             |           |
| Deutschland                                                                    | – | Niederlande | 0:3 (0:1) |
| Di., 17. Juni 2025 um 17:00 Uhr (16:00 Uhr MESZ) in Ploiești                   |   |             |           |
| Norwegen                                                                       | – | Niederlande | 0:2 (0:0) |
| Di., 17. Juni 2025 um 20:00 Uhr (19:00 Uhr MESZ) in Bukarest (Arcul de Triumf) |   |             |           |
| Deutschland                                                                    | – | England     | 5:5 (4:1) |
| Fr., 20. Juni 2025 um 20:00 Uhr (19:00 Uhr MESZ) in Bukarest (Giulești)        |   |             |           |
| Niederlande                                                                    | – | England     | 4:2 (3:0) |
| Fr., 20. Juni 2025 um 20:00 Uhr (19:00 Uhr MESZ) in Voluntari                  |   |             |           |
| Norwegen                                                                       | – | Deutschland | 1:2 (0:0) |

## Finalrunde

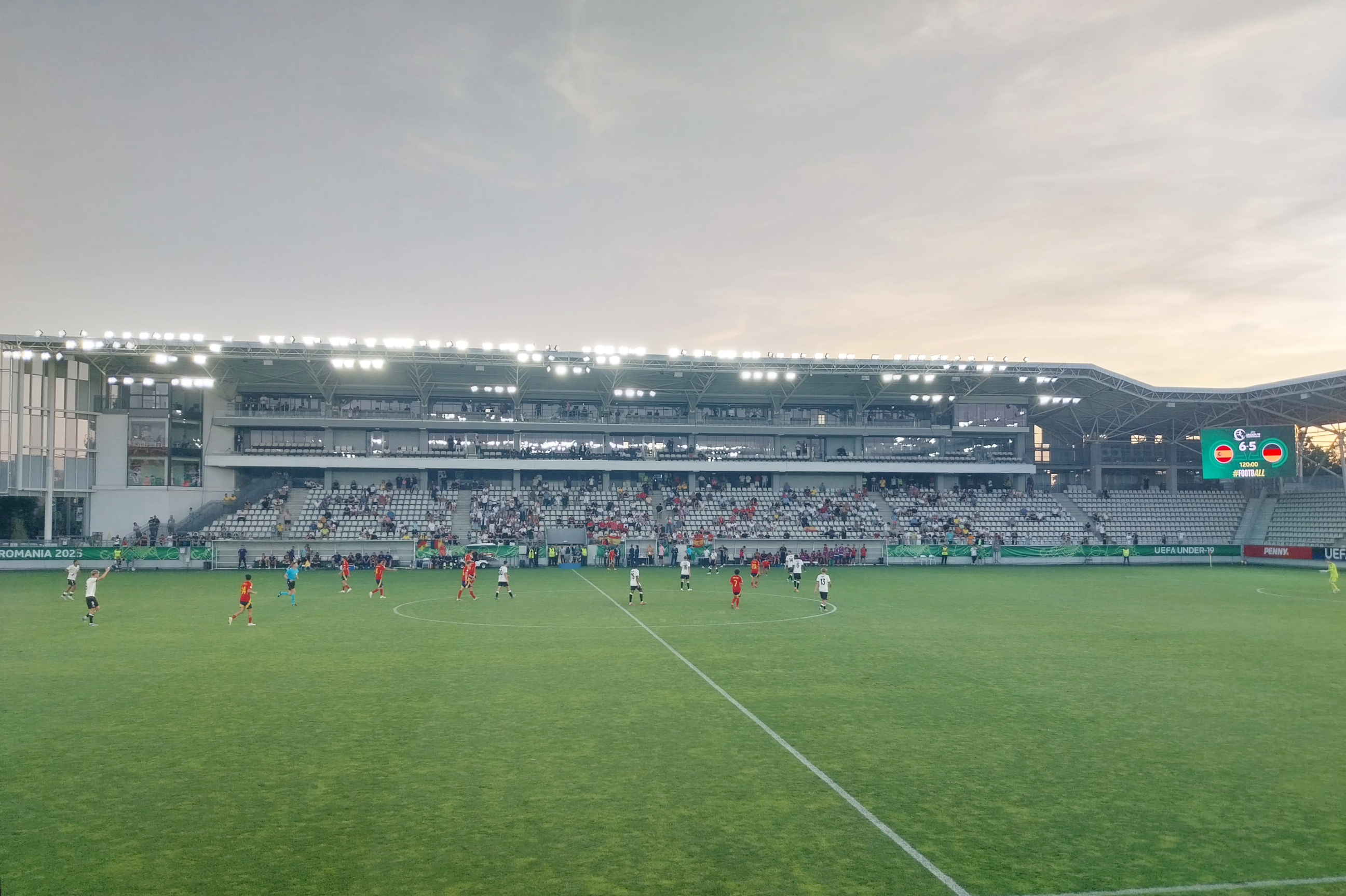
Halbfinale zwischen Spanien und Deutschland (6:5) im Stadionul Arcul de Triumf

Die Spiele der Finalrunde werden im K.o.-System ausgetragen. Sollten die Spiele nach 90 Minuten unentschieden stehen, folgt zuerst eine Verlängerung von zweimal 15 Minuten. Steht dann immer noch kein Sieger fest, wird dieser im Elfmeterschießen entschieden.

### Halbfinale
Die genaue Zuordnung der Partien zu Austragungsorten und -zeiten erfolgte nach Abschluss der Gruppenphase.
|                                                                |   |             |                      |
| Mo., 23. Juni 2025 um 17:00 MESZ in Bukarest (Arcul de Triumf) |   |             |                      |
| Spanien                                                        | – | Deutschland | 6:5 n. V. (3:3, 0:1) |
| Mo., 23. Juni 2025 um 20:00 Uhr MESZ in Bukarest (Giulești)    |   |             |                      |
| Niederlande                                                    | – | Rumänien    | 3:1 (2:0)            |

### Finale
| Spanien                                                                               | Spanien | Niederlande | Niederlande |
| ------------------------------------------------------------------------------------- | --- | --- | ----------- |
| Spanien                                                                               | \| Finale \| \| Do., 26. Juni 2025 um 21:00 Uhr OEZ (20:00 Uhr MESZ) in Bukarest (Stadionul Giulești) \| \| Ergebnis: 0:1 (0:0) \| \| Zuschauer: 6.159 \| \| Schiedsrichter: Robert Hennessy ( Irland) \| \| Spielbericht \|                                                                                   | \| Finale \| \| Do., 26. Juni 2025 um 21:00 Uhr OEZ (20:00 Uhr MESZ) in Bukarest (Stadionul Giulești) \| \| Ergebnis: 0:1 (0:0) \| \| Zuschauer: 6.159 \| \| Schiedsrichter: Robert Hennessy ( Irland) \| \| Spielbericht \|                                  | Niederlande |
| Spanien                                                                               | Raúl Jiménez – Alexis Olmedo, Jon Martin, Andres Cuenca (84. Alejandro Granados), Daniel Muñoz – Izan Merino, Óscar de Marcos (66. Quim Junyent), Alejandro Monserrate (77. Peio Huestamendia), Pablo Garcia, Omar Janneh (66. Dani Diaz) – Antonio Cordero (77. Jan Virgili Tenas) Cheftrainer: Paco Gallardo | Joeri Heerkens – Givairo Read, Precious Ugwu , Dies Janse, Elijah Dijkstra, Mark Verkuijl (82. Mats Rots) – Tygo Land (78. Kasper Boogaard), Ayoub Oufkir, Kees Smit, Aymen Sliti – Don-Angelo Konadu (90.+4' Owen Panneflek) Cheftrainer: Peter van der Veen | Niederlande |
| Spanien                                                                               | 0:1 Raúl Jiménez (63., Eigentor) | | Niederlande |
| Spanien                                                                               | Cuenca (45.), Munoz (53.), Monserrate (66.), Olmedo (77.), Virgili Tenas (90.+6'), Gallardo (90.+6', Trainer), Junyent (90.+7'), Merino (90.+7') | Konadu (39.), Land (58.), Oufkir (75.), M. Rots (90.+7'), Redmond (90.+7') | Niederlande |
| Finale                                                                                | | |             |
| Do., 26. Juni 2025 um 21:00 Uhr OEZ (20:00 Uhr MESZ) in Bukarest (Stadionul Giulești) | | |             |
| Ergebnis: 0:1 (0:0)                                                                   | | |             |
| Zuschauer: 6.159                                                                      | | |             |
| Schiedsrichter: Robert Hennessy ( Irland)                                             | | |             |
| Spielbericht                                                                          | | |             |

## Beste Torschützen
| Rang | Spieler       | Tore |
| ---- | ------------- | ---- |
| 1    | Saïd El Mala  | 4    |
| 1    | Pablo García  | 4    |
| 1    | Max Moerstedt | 4    |
| 1    | Kees Smit     | 4    |
| 2    | David Barbu   | 3    |
| 2    | Quim Junyent  | 3    |

Hinzu kommen 9 Spieler mit je zwei und 23 Spieler mit je einem Tor sowie zwei Eigentore von  Andrés Cuenca im Spiel gegen Deutschland und  Raúl Jiménez im Spiel gegen die Niederlande.

## Schiedsrichter
Die UEFA berief sechs Schiedsrichter für die Spielleitungen. Der Videobeweis kommt nicht zum Einsatz.
| Schiedsrichter        | Assistenten              | Vierte Offizielle |
| --------------------- | ------------------------ | ----------------- |
| Lothar D’Hondt        | Romain Devillers         | Dalibor Černý     |
| Antoni Bandić         | Stefan Tešanović         | Bence Csonka      |
| Rob Hennessy          | Christopher Campbell     |                   |
| Andrea Colombo        | Giuseppe Perrotti        |                   |
| Javier Alberola Rojas | Alfredo Rodríguez Moreno |                   |
| Menelaos Andoniou     | Iraklis Komodromos       |                   |
|                       | Petar Mitrew             |                   |
|                       | Michael Obritzberger     |                   |